# A Year Without Rain (canción)
«A Year Without Rain» es una canción interpretada por la banda estadounidense de pop Selena Gomez & the Scene, perteneciente a su segundo álbum de estudio A Year Without Rain, de 2010. Fue escrita por Toby Gad y Lindy Robbins y producida por el primero de estos. Una versión en castellano titulada «Un año sin lluvia» fue también publicada e incluida en la versión de lujo del mismo álbum. De acuerdo con la vocalista de la banda, Selena Gomez, «A Year Without Rain» fue la primera canción grabada para el disco del mismo nombre, A Year Without Rain. Además, agregó: «Sentí que la canción tenía mucho significado, también [se debió] a que fue el comienzo de lo que quería basar en las otras canciones [del álbum]». En 2014, Selena Gomez incluyó la canción en su primer álbum de grandes éxitos y último lanzamiento con Hollywood Records, For You.
El tema recibió críticas polarizadas, mayoritariamente positivas. Tim Sendra de Allmusic, calificó al tema como «pegadizo» y «bien cantado». Además, agregó que era una de las mejores canciones del álbum, junto con «Round & Round» y «Ghost of You». David Welsh de MusicOHM comentó que «Gomez no es exactamente Karin Dreijer Andersson, pero su madura actuación en [esta canción] es ciertamente contradictoria con su anterior encarnación como la estrella infantil de Wizards of Waverly Place». Por otro lado, «A Year Without Rain» contó con un éxito comercial mediano al alcanzar las posiciones número 30, 35, 41 y 78 en las principales listas de Canadá, Estados Unidos, Eslovaquia y Reino Unido, respectivamente. Para agosto de 2014, había vendido más de un millón de copias solo en los Estados Unidos.
El vídeo musical del tema fue dirigido por Chris Dooley y filmado en el Lucerne Valley (California). Su estreno mundial se llevó a cabo el 3 de septiembre de 2010 a través del canal Disney Channel, que lo emitió tras el estreno de la película Camp Rock 2: The Final Jam y un adelanto de la serie Fish Hooks. Con esto, el vídeo fue nominado en los MuchMusic Video Awards en las categorías de vídeo internacional del año, vídeo más visto del año y vídeo internacional favorito, pero no resultó en ninguna de estas ganador.

## Antecedentes y composición

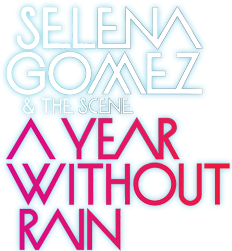
Logo del segundo álbum de Selena Gomez & the Scene.

En agosto de 2010, fue filtrado en internet un demo de la canción interpretado por la cantante Selin Alexa. Poco después, en una entrevista con MTV, Selena Gomez explicó que «A Year Without Rain» fue el primer tema grabado para A Year Without Rain y agregó que: «Sentí que la canción tenía mucho significado, también [se debió] a que fue el comienzo de lo que quería basar en las otras canciones [del álbum]». El 26 de octubre del mismo año, se publicó en iTunes una versión en español de la pista titulada «Un año sin lluvia».
«A Year Without Rain» es una balada dance escrita por Toby Gad y Lindy Robbins y producida por el primero de estos. Su letra habla básicamente de Selena anhelando a alguien, y diciendo que estar sin esa persona es como un año sin lluvia. De acuerdo con la partitura publicada por EMI Music Publishing en Musicnotes, la canción tiene un tempo vivace de 120 pulsaciones por minuto y está compuesta en la tonalidad re menor. El registro vocal de la vocalista se extiende desde la nota fa♯3 hasta la mi♯5.

## Recepción

### Comentarios de la crítica
Tim Sendra de Allmusic la calificó como «pegadiza» y «bien cantada». Además, agregó que era una de las mejores canciones del álbum, junto con «Round & Round» y «Ghost of You». Bill Lamb de About.com, llamó a la canción una «hermosa balada dance» y comentó que «Gomez está creciendo como artista». Posteriormente, Lamb agregó el tema a su lista de las mejores canciones pop del 2010, donde ocupó el puesto número treinta y nueve. Por otro lado, otras canciones de la banda también figuraron en la lista; «Naturally» ocupó el número ochenta y cuatro mientras que «Round & Round» se ubicó en el puesto número cincuenta y ocho. David Welsh de MusicOHM comentó que «Gomez no es exactamente Karin Dreijer Andersson, pero su madura actuación en [esta canción] es ciertamente contradictoria con su anterior encarnación como la estrella infantil de Wizards of Waverly Place». Por otro lado, Allison Stewart de The Washington Post criticó negativamente a la canción comentando que: 

«"A Year Without Rain" está entre ser una canción de dance-pop sobreprocesada y una balada sobreproducida. Está llena de cantos con fallas técnicas y chicle, trucos de pista de baile, una melodía ligera y ganchos memorables [...] El tipo de ejercicio de la codependencia adolescente ("I need you by my side / Don't know how I'll survive" —en español: "Te necesito a mi lado/ No sé cómo sobreviviré"—) ya hace rato que no debería estar presente. Incluso en lo peor, "A Year Without Rain" es una mejora considerable con respecto al debut de Gomez lleno de actitud, Kiss & Tell, aunque es el más antinatural de los discos de synth-pop. Gomez hace lo mejor que puede, pero pasa la mayor parte del disco tratando de zafarse de una montaña de efectos vocales borrosos; es imposible decir si "A Year Without Rain" es un derroche de talento o una exageración».

## Vídeo musical

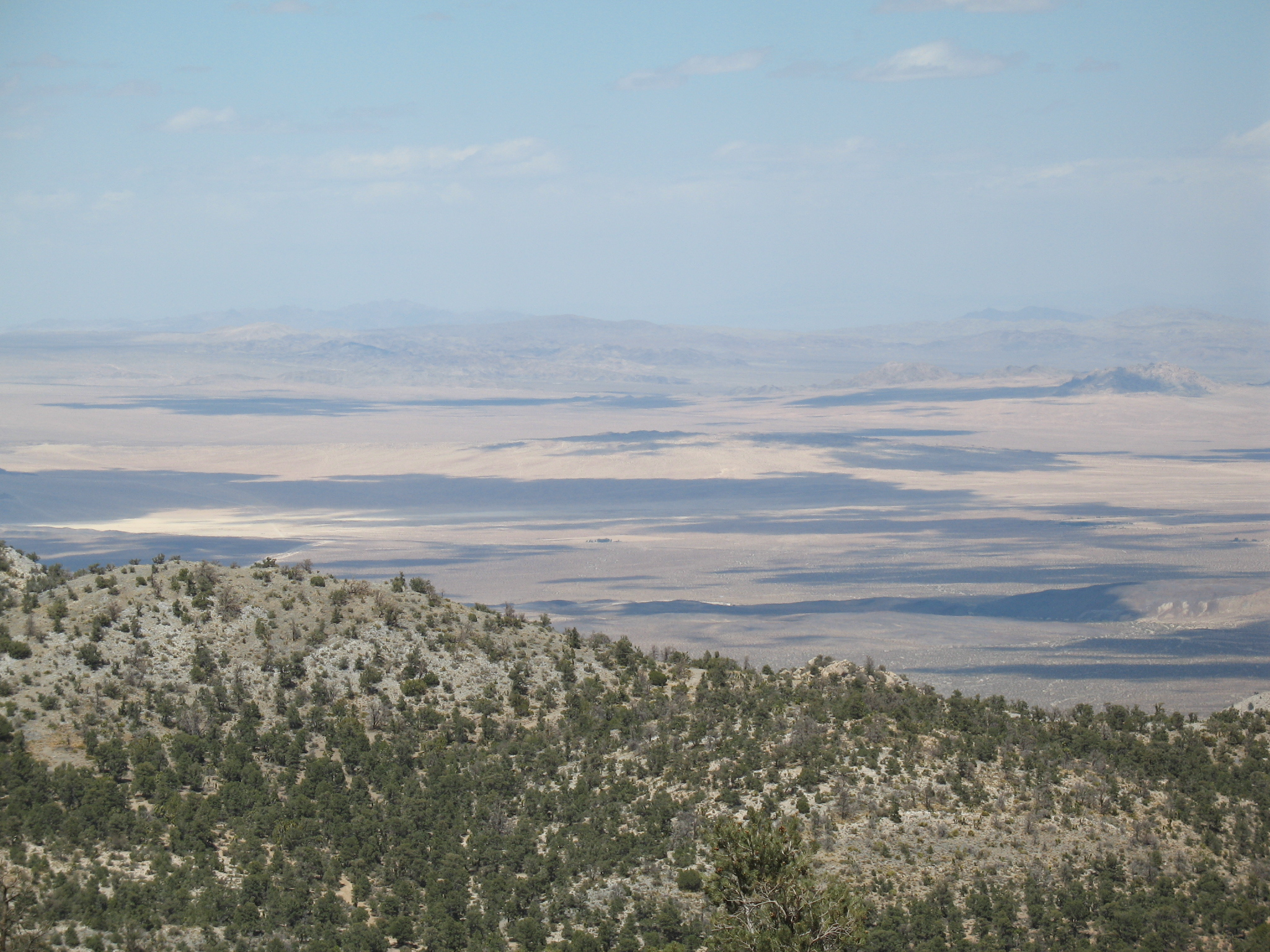
Lucerne Valley, California, lugar en donde se llevó a cabo la filmación del vídeo.

El vídeo musical del tema fue dirigido por Chris Dooley y filmado en el Lucerne Valley, California. Su estreno mundial se llevó a cabo el 3 de septiembre de 2010 a través del canal Disney Channel, que lo emitió tras el estreno de la película Camp Rock 2: The Final Jam y un adelanto de la serie Fish Hooks. Este comienza con la cámara enfocando un auto que se acerca rápidamente desde lo más lejos del valle. Al comenzar la canción, se ve a todos los miembros de la banda dentro del auto. En seguida, la vocalista de la banda toma una foto que después sale volando por la fuerza del viento. Luego, ella baja del vehículo con un vestido de color marrón para posteriormente comenzar a buscar la foto. Mientras avanza, se observan escenas intercaladas que muestran a Selena Gomez cantar en medio del valle y bailando en una oleada de fotos. El vídeo finaliza con la vocalista cantando en medio de la lluvia y tomando la mano de un chico.
Bill Lamb de About.com y Becky Bain de Idolator, en sus revisiones acerca del vídeo, elogiaron su excelente calidad y añadieron que este se acoplaba perfectamente con la temática de la canción, Lamb comentó que «las imágenes del vídeo coinciden perfectamente con la elegancia de la canción», mientras que Becky dijo que «este es un excelente videoclip de fotografía que coincide perfectamente con la canción». Por su parte, Nadine Cheung del sitio web Cambio.com, también elogió su cinematografía diciendo «Selena Gomez realmente sabe como hacer llover [...] "A Year Without Rain" comienza con un desierto caliente y seco, y al final, vemos que la cantante de 18 años está totalmente empapada».

## Interpretaciones en vivo
La banda interpretó la canción por primera vez el 22 de septiembre de 2010 en el programa estadounidense The Ellen DeGeneres Show, y un día después, la interpretaron en Good Morning America. Luego, interpretaron una versión en spanglish del tema en Lopez Tonight, el 16 de noviembre de 2010. El 5 de enero de 2011, la banda cantó «A Year Without Rain» en los People's Choice Awards antes de recibir su premio a Mejor artista nuevo. Mientras la cantaban, Selena Gomez usaba un vestido largo de color gris, blanco y verde oscuro, mientras que el resto de los miembros de la banda usaban trajes negros.

## Formatos y remezclas
Sencillo en CD
| «A Year Without Rain» (2-Track) — Sencillo |                                            |          |  |
| N.º                                        | Título                                     | Duración |  |
| 1.                                         | «A Year Without Rain»                      | 3:54     |  |
| 2.                                         | «A Year Without Rain» (Starlab Radio Edit) | 3:41     |  |

Descarga digital
| «A Year Without Rain» — Sencillo |                       |          |  |
| N.º                              | Título                | Duración |  |
| 1.                               | «A Year Without Rain» | 3:55     |  |

## Posicionamiento en las listas

### Semanales
| País              | Lista                 | Mejor posición |             |
| 2010 - 2011       | 2010 - 2011           | 2010 - 2011    | 2010 - 2011 |
| ----------------- | --------------------- | -------------- | ----------- |
| Alemania          | German Singles Chart  | 56             |             |
| Australia         | ARIA Top 100 Singles  | 78             |             |
| Bélgica (Flandes) | Ultratip 40           | 3              |             |
| Canadá            | Canadian Hot 100      | 30             |             |
| Eslovaquia        | Radio Top 100         | 41             |             |
| Estados Unidos    | Billboard Hot 100     | 35             |             |
| Estados Unidos    | Dance/Club Play Songs | 1              |             |
| Estados Unidos    | Digital Songs         | 14             |             |
| Reino Unido       | UK Singles Chart      | 78             |             |

| Predecesor: «Who's That Chick?» de David Guetta y Rihanna | Dance/Club Play Songs – Sencillo n°1 19 de febrero del 2011 | Sucesor: «Hello» de Martin Solveig y Dragonette |

### Anuales
| País           | Lista                 | Posición |      |
| 2011           | 2011                  | 2011     | 2011 |
| -------------- | --------------------- | -------- | ---- |
| Estados Unidos | Dance/Club Play Songs | 35       |      |

### Certificaciones
| País           | Organismo certificador | Certificación | Unidades certificadas | Ref.   |
| -------------- | ---------------------- | ------------- | --------------------- | ------ |
| Australia      | ARIA                   | Oro           | 35 000                | [ 34 ] |
| Estados Unidos | RIAA                   | 2× Platino    | 2 000                 | [ 35 ] |

## Premios y nominaciones
«A Year Without Rain» fue nominado en distintas ceremonias de premiación. A continuación, una pequeña lista con algunas de las candidaturas que obtuvo la canción:
| Año  | Ceremonia de premiación | Premio                                 | Resultado |
| ---- | ----------------------- | -------------------------------------- | --------- |
| 2011 | MuchMusic Video Awards  | Video Internacional del Año            | Nominado  |
| 2011 | MuchMusic Video Awards  | Video Más visto del año                | Nominado  |
| 2011 | MuchMusic Video Awards  | Mejor video de una banda internacional | Nominado  |